# Tetylkowce (rejon krzemieniecki)
Tetylkowce (ukr. Тетильківці) – wieś na Ukrainie w rejonie krzemienieckim należącym do obwodu tarnopolskiego.